# ركين
رُكَيْن (الاسم العلمي: Nesokia)، جنس جرذان كبيرة القد من فصيلة الفأرية. موطنها غرب آسيا وآسيا الوسطى. أثوابها رمادية عاقبة. أخطامها قصيرة مقطومة. تضم نوعان:
- جرذ بني (العراق) (Nesokia bunnii)
- ركين هندي قصير الذيل (Nesokia indica)